# Кролик Освальд
Удачливый кролик Освальд (англ. Oswald the Lucky Rabbit, также известный просто как кролик Освальд) — мультипликационный персонаж, созданный Абом Айверксом и Уолтом Диснеем, антропоморфный кролик, являвшийся героем серии мультфильмов, выпускавшихся студией Universal Pictures с 1927 по 1938 года. Он считается «забытым» персонажем, которого нашли в киноархиве Хантли, расположенном в британском графстве Херефордшир. В серии про Кролика Освальда также появляются его возлюбленные (Фанни и Ортензия), его противник Пит и другие персонажи.

## История персонажа
Первый мультфильм, в котором был кролик Освальд, назывался «Trolley Troubles» («Неприятности в трамвае»), снятый в 1927 году. В 2006 году The Walt Disney Company выкупила права на Освальда у Universal Pictures обратно к себе.
Большая часть прав на персонажа в настоящее время находится у The Walt Disney Company, за исключением мультфильмов Винклера и Уолтера Ланца с Освальдом в главной роли, права на которые принадлежат Universal. Освальд является главным героем в серии мультфильмов.
В ноябре 2018 года японский коллекционер обнаружил считавшийся потерянным мультфильм Disney 1928 года «Удачливый кролик Освальд». Двухминутный мультфильм под названием «Neck n' Neck» 70 лет хранился у исследователя истории аниме Ясуши Ватанабе. 84-летний пенсионер приобрёл его ещё подростком и понял, какой редкий экземпляр попал в его коллекцию, спустя много лет прочитав книгу «Удачливый кролик Освальд: поиск утерянных мультфильмов Диснея».
В Японии в честь нового года 2013—2014 сняли короткометражку, как Освальд поднимается в гору, случайно попадает в дом Ортензии (через трубу) вместе с ёлочными игрушками. Ортензия, придя домой, удивляется этому и целует его в щеку.

## Фильмография Удачливого Кролика Освальда
Уолт Дисней:
1. Неприятности в трамвае
2. О, учитель
3. Механическая корова
4. Отличные пушки!
5. Вся мокрая
6. Океанский хоп
7. Дочь банкира (утерянный мультфильм)
8. Пустые носки
9. Шаткий джин (утерянный мультфильм)
10. Гараем скараем (утерянный мультфильм)
11. Ноздря и шея
12. Старая дыра для плавания
13. Африка до наступления темноты
14. Соперник Ромео
15. Яркое освещение
16. Полынь Сэди (утерянный мультфильм)
17. Оседлайте их пахаря (утерянный мультфильм)
18. Оззи из Конго
19. Голодные бродяги
20. Ох, какой рыцарь
21. Бедный папа
22. Погоня за лисой
23. Высокий лес
24. Сани с колокольчиками
25. Высоко
26. Хот-доги (утерянный мультфильм)
27. Небесные скребки

Винклер Продакшнз:
1. Грязь в Мисиссипи (утерянный мультфильм)
2. Панические блинчики (утерянный мультфильм)
3. Огненные пожарные
4. Камни и носки (утерянный мультфильм)
5. Полет на Южный полюс (утерянный мультфильм)
6. Булл-Они (утерянный мультфильм)
7. Сказка о лошадях (утерянный мультфильм)
8. Безумства на ферме
9. Бездомный Гомер
10. Янки Клипперс
11. Фрукты курицы (утерянный мультфильм)
12. Больные цилиндры
13. Холдем Оззи
14. Шейх-самоубийца
15. Альпийские выходки
16. Дровосек
17. Дурацкая рыбалка (утерянный мультфильм)
18. Сценические трюки (утерянный мультфильм)
19. Полосы и звезды (утерянный мультфильм)
20. Злой Запад
21. Гайки и толчки
22. Удача Ледяного Человека (утерянный мультфильм)
23. Джинглы джунглей
24. Усталый Виллис
25. Пикантные сосиски (утерянный мультфильм)

Уолтер Ланц:
1. Беспорядки на скачках
2. Нефтяная скважина
3. Перманентная волна
4. Холодная индейка
5. Киска Вилли (утерянный мультфильм)
6. Любитель Nite
7. Шарманная лира
8. Использование снега
9. Ореховые ноты
10. Оззи из цирка (утерянный мультфильм)
11. Ярмарка в Кунти
12. Чилли Аферист Кармен
13. Поцелуи и курсы (утерянный мультфильм)
14. Бродвейское безумие
15. Бауэри Бимбос
16. Бродячие бродяги
17. Магазин гашиша
18. Тюремная паника
19. Горячо для Голливуда
20. Адские пятки
21. Мой приятель Пол
22. Не так уж и тихо
23. Призраки
24. Подкаблучник
25. Холодные ноги
26. Продавец Шустрый
27. Поющий сок
28. Детектив
29. Птичий бал
30. Военно-морской флот
31. Мексика
32. Африка
33. Аляска
34. Марс
35. Китай
36. Колледж
37. Кораблекрушение
38. Фермер
39. Пожарный
40. Солнечный Юг
41. Сельская школа
42. Дирижёр
43. Нортвудс
44. Каменный век
45. Радио Ритм
46. Кентуки Беллз
47. Горячие ноги
48. Охотник
49. Страна чудес
50. Заячья почта
51. Рыбак
52. Клоун
53. Бабушкин питомец
54. Механический человек
55. Победа
56. Бо и стрелы
57. Делать добро